# Saint-Romain-d’Urfé
Saint-Romain-d’Urfé település Franciaországban, Loire megyében. Lakosainak száma 235 fő (2022. január 1.). Saint-Romain-d’Urfé Saint-Just-en-Chevalet, Chausseterre, Champoly, Saint-Marcel-d’Urfé és Les Salles községekkel határos.

## Népesség
A település népessége az elmúlt években az alábbi módon változott:
| Lakosok száma | 461  | 352  | 303  | 257  | 275  | 267  | 260  | 239  | 239  | 235  |
|               | 1968 | 1982 | 1990 | 2006 | 2013 | 2015 | 2017 | 2019 | 2020 | 2022 |